# Novi Milanovac
Novi Milanovac (izvirno srbsko Нови Милановац) je naselje v Srbiji, ki upravno spada pod mesto Kragujevac; slednje pa je del Šumadijskega upravnega okraja.

## Demografija
V naselju živi 329 polnoletnih prebivalcev, pri čemer je njihova povprečna starost 42,4 let (42,8 pri moških in 41,9 pri ženskah). Naselje ima 141 gospodinjstev, pri čemer je povprečno število članov na gospodinjstvo 2,88.
|  |

| Demografija | Demografija     | Demografija     |
| Leto        | Št. prebivalcev | Št. prebivalcev |
| ----------- | --------------- | --------------- |
|             |                 |                 |
|             |                 |                 |
|             |                 |                 |
|             |                 |                 |
| 1948        | 559             |                 |
| 1953        | 522             |                 |
| 1961        | 477             |                 |
| 1971        | 444             |                 |
| 1981        | 494             |                 |
| 1991        | 443             | 440             |
| 2002        | 423             | 406             |
|             |                 |                 |

| Etnična sestava po popisu iz leta 2002 | Etnična sestava po popisu iz leta 2002 | Etnična sestava po popisu iz leta 2002 | Etnična sestava po popisu iz leta 2002 | Etnična sestava po popisu iz leta 2002 |
| -------------------------------------- | -------------------------------------- | -------------------------------------- | -------------------------------------- | -------------------------------------- |
| Srbi                                   | Srbi                                   |                                        | 405                                    | 99,75%                                 |
| Slovenci                               | Slovenci                               |                                        | 1                                      | 0,24%                                  |
| Neznano                                | Neznano                                |                                        | 0                                      | 0,0%                                   |